# Finalmente (Federica Abbate)
Finalmente è un singolo della cantautrice italiana Federica Abbate, pubblicato il 5 dicembre 2018.
L'artista ha presentato il brano a Sanremo Giovani 2018 dove si è classificato al secondo posto nella prima serata.

## Video musicale
Il video musicale, diretto da Enea Colombi, è stato pubblicato in concomitanza all'uscita del brano il canale YouTube della cantautrice.

## Tracce
Testi e musiche di Federica Abbate, Alessandro Merli, Alfredo Rapetti, Davide Petrella e Fabio Clemente.
1. Finalmente – 2:58